# Église Saint-Prix de Saints
L'église Saint-Prix est une église catholique située à Saints-en-Puisaye, en France.

## Localisation
L'église est située dans le département français de l'Yonne, sur la commune de Saints-en-Puisaye.

## Historique
L'édifice, construit au XVe siècle, est classé au titre des monuments historiques en 1983.